# S'Aphira
Pour les articles homonymes, voir Saphira.
s'Aphira, également stylisé Saphira ou S'Aphira,  née le 23 août 1979, est une productrice et disc jockey de techno hardcore et gabber néerlandaise. En 2010, elle compose, en collaboration avec Na-Goyah du label Coolman Records, l'hymne officiel de l'événement Nightmare ; l'hymne est publié au label Rotterdam Records. En 2012, elle se convertit dans l'industrial hardcore et le frenchcore.

## Biographie
Saskia Goutier, née le 23 août 1979,, s'oriente pour la première fois dans la musique hardcore dès l'âge de 13 ans en 1992 et visite par la suite de nombreuses discothèques. À l'âge de 16 ans, elle fait la rencontre Barend Zevenbergen, mieux connu sous le nom de scène Na-Goyah actuellement employé au label Coolman Records, et montre à Saskia la manière de mixer sur des platines.
Finalement en 2004, à l'âge de 24 ans, elle se consacre au mixage audio dans la scène techno hardcore et elle est plus tard découverte par le label Coolman Records, label dans lequel elle publie son premier EP en 2005, Maicaka. Les années suivantes, elle collabore avec Na-Goyah et Chosen Few, puis compose par la suite en solo. En 2008, son deuxième EP solo intitulé Anafylactic Shock est publié, dans lequel est incluse sa composition phare terrorcore Reason to Jump. En 2010, elle collabore une nouvelle fois avec Na-Goyah pour composer l'hymne officiel, Create the Future, pour l'un des plus grands festivals gabber, Nightmare Indoor. En 2011, Perfect Insanity est commercialisé au label Coolman Records. Cependant, elle s'oriente dès 2012 dans des styles plus hard comme l'industrial hardcore et le frenchcore. Désormais, elle se classe parmi les artistes de techno hardcore notables et devient bookée dans des éditions de festivals notables comme Beter Kom Je Niet, Slaves to the Rave, Hardcore4Life et Fucking Bastards.
En 2016, l'événement Fucking Bastards accueille s'Aphira, aux côtés de Noisekick et Tieum. Cette même année, elle prend part au festival Ground Zero dans la partie terror avec SRB et The Speed Freak.

## Discographie
- 2006 : Maicaka
- 2007 : Out Of Control (avec Na-Goyah)
- 2008 : Da Funky Beatz (avec Chosen Few)
- 2008 : Anafylactic Shock
- 2009 : Vita Aeterna (vs. Na-Goyah)
- 2010 : Create The Future (et Na-Goyah)
- 2011 : Perfect Insanity EP